# Lipănești
Lipănești – wieś w Rumunii, w okręgu Prahova, w gminie Lipănești. W 2011 roku liczyła 2160 mieszkańców.